# Val di Noto
Val di Noto (Tỉnh của Noto) là một khu vực lịch sử bao gồm phần phía nam của đông Sicilia, Ý. Khu vực bị chi phối bởi các núi đá vôi của cao nguyên Iblean. Về mặt lịch sử, Val di Noto là một trong ba phần cấu tạo thành đảo Sicilia (cùng với Val Demone ở phía đông bắc và Val di Mazara ở phía tây).

## Lịch sử
Khu định cư lâu đời nhất ở Val di Noto là thị trấn cổ xưa Akrai nằm gần Palazzolo Acreide, khi nó được thành lập vào năm 664 TCN. Đó là khu định cư thuộc địa đầu tiên của Corinth tại Siracusa.
Các khu định cư của Val di Noto đã hoàn toàn bị phá hủy bởi trận động đất kinh hoàng năm 1693. Sau trận động đất, nhiều thị trấn mới được xây dựng lại trên các địa điểm hoàn toàn mới, chẳng hạn như Noto và Grammichele. Giuseppe Lanza là nhà quý tộc được vua Tây Ban Nha cấp thẩm quyền đặc biệt để thiết kế lại các thị trấn bị hư hỏng, mà là những đô thị được ông thiết kế lại theo phong cách kiến trúc Phục hưng và Ba rốc.
Các khu định cư mới được thiết kế lại với một quảng trường ở trung tâm và các khối nhà được xây dựng theo mô hình xuyên tâm từ quảng trường. Các công trình lớn như nhà thờ, tu viện và cung điện được xây dựng như là một điểm nhấn cho các con phố mới, trong khi các con đường được quy hoạch theo mô hình lưới. Nhiều thị trấn được xây dựng lại trở thành những địa điểm độc đáo, chẳng hạn như Grammichele được xây dựng theo một hình lục giác với quảng trường ở trung tâm bao gồm có nhà thờ giáo xứ và tòa thị chính.
Các thị trấn được xây dựng lại sau đó được biết đến như là phong cách Baroque Sicilia. Đáng chú ý nhất trong các thị trận ở Val di Noto chính là Noto, một thị trấn mang phong cách kiến trúc Baroque được bảo quản tốt mà ngày nay là một điểm du lịch rất nổi tiếng.

## Khảo cổ học
Thị trấn đổ nát Akrai được tái phát hiện bởi nhà sử học Tommaso Fazello vào thế kỷ 16. Đến thế kỷ 19, một cuộc khai quật quy mô lớn bởi Nam tước Gabriele Iudica đã phát hiện ra những cổ vật quan trọng từ thuở lịch sử ban đầu của đông Sicilia.
Tháng 6 năm 2002, UNESCO đã đưa các thị trấn của Val di Noto vào Danh sách Di sản thế giới như là sự đại diện cho đỉnh cao và ra hoa cuối cùng của nghệ thuật Baroque ở châu Âu. Các thị trấn được UNESCO liệt kê bao gồm:
- Caltagirone
- Militello in Val di Catania
- Catania
- Modica
- Noto
- Palazzolo Acreide
- Ragusa
- Scicli